# Karin Wolff (Übersetzerin)
Karin Leoni Wolff (geb. 1947 oder 1948 in Frankfurt (Oder); gest. 29. Juli 2018 ebenda) war eine deutsche Verlagslektorin und literarische Übersetzerin aus dem Polnischen.

## Ausbildung und Werdegang

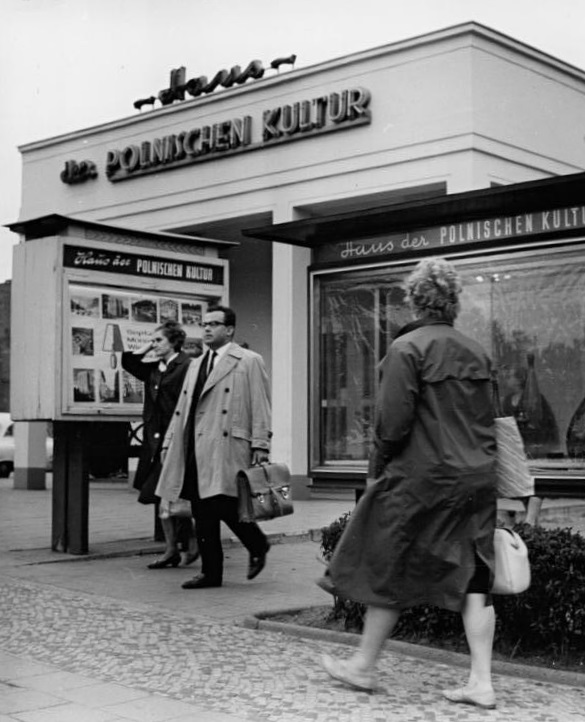
Haus der polnischen Kultur am Berliner Bahnhof Friedrichstraße im Jahr 1963. Hier legte Karin Wolff ihr Sprachexamen ab.

Karin Wolff legte mit 17 Jahren das Abitur in ihrer Heimatstadt Frankfurt (Oder) als Beste ihres Jahrgangs ab. Wegen ihrer sogenannten „bürgerlichen Herkunft“ (ihr Vater war selbständiger Tischler) und ihrer „christlichen Weltanschauung“ wurde sie aus politischen Gründen von den DDR-Behörden nicht zu einem Studium zugelassen. Um vielleicht später einen Studienplatz zu erhalten, unterzog sich Karin Wolff einer sogenannten „Erziehung im sozialistischen Arbeitsprozess“. Dafür arbeitete sie ungelernt in den Frankfurter Möbelwerken. Dort zog sie sich beim Holzverladen eine Rückenverletzung zu, die sie ihr ganzes Leben begleitete. Die Leitung der Möbelwerke empfahl sie nach einer Weile für ein Studium. Trotz dieser sogenannten „Delegierung durch die Arbeiterklasse“ wurde sie nicht zu einem Studium der Indologie an der Universität Leipzig zugelassen. Sie nahm daraufhin ein Studium der Evangelischen Theologie am Berliner Sprachenkonvikt auf. Nachdem sie an der Oberschule bereits Russisch und Englisch gelernt hatte, lernte sie hier Latein, Griechisch und Hebräisch.
Ihr spezielles Interesse an der polnischen Sprache wurde unter anderem durch die Figur des Grafen Stanislaus in der Operette Der Vogelhändler von Carl Zeller geweckt, die sie am Kleist-Theater Frankfurt (Oder) gesehen hatte. Die polnische Kultur war ihr vor allem durch die Darstellung der Polen als freiheitsliebende Nation in Carl Millöckers Operette Der Bettelstudent und durch Aleksander Fords Film Chopins Jugend ans Herz gewachsen. Nach dem ersten theologischen Examen verbrachte sie wegen ihres Rückenleidens 14 Wochen in einer orthopädischen Klinik. Dort brachte sie sich mithilfe des Selbstlernbuches Schnellkurs Polnisch für Deutschsprechende von Johann Alfred Heil (1903–1978) die Grundlagen der polnischen Sprache bei. Später legte sie im Haus der polnischen Kultur in Berlin ein Examen für die polnische Sprache ab. Ihr verletzter Rücken führte dazu, dass sie vom Kirchlichen Konsistorium als nicht tauglich für ein Pfarramt befunden wurde.

## Arbeitsleben
Nach Abschluss ihres Studiums arbeitete Wolff halbtags als Korrektorin bei der Evangelischen Verlagsanstalt Berlin. Später war sie hier zudem Lektorin für osteuropäische Literatur. Gleichzeitig arbeitete sie von 1974 bis zur Ausrufung des Kriegszustandes in Polen 1981 für die monatlich erscheinende polnische Kulturzeitschrift Polen. Die Zeitschrift erschien in fünf Sprachen für die westliche Welt; auch auf Deutsch. Ihre Tätigkeit dort war illegal, da ihr die DDR-Behörden keine Arbeitserlaubnis erteilen wollten. Bei dieser Arbeit lernte sie Hauptakteure der polnischen Opposition sowie Künstler und Journalisten aus Danzig und Warschau kennen. Für diese Tätigkeit pendelte Karin Wolff einmal im Monat für eine Woche von Berlin über ihre Heimatstadt Frankfurt (Oder) nach Warschau. 
Als freie Übersetzerin übersetzte sie Prosa und Lyrik und brachte Anthologien polnischer Literatur heraus. Sie veröffentlichte bis auf zwei Werke nur in christlichen Verlagen der DDR, da ihr der Zugang zu staatlichen Verlagen wegen ihrer „christlichen Weltanschauung“ verwehrt wurde. Nach der politischen Wende in der DDR organisierte sie zahlreiche Veranstaltungen, um den Kulturaustausch zwischen Deutschland und Polen zu fördern, darunter die Herbstsalons der polnischen Literatur in Frankfurt (Oder).
Ein Teilnachlass Wolffs liegt seit 2019 im Karl-Dedecius-Archiv.

## DDR-Opposition
Wegen ihrer „bürgerlichen Herkunft“, ihrer „christlichen Weltanschauung“ und ihrer Kontakte zu polnischen Intellektuellen wurde Wolff bis zum Ende der DDR vom Ministerium für Staatssicherheit überwacht. Mehrfach wurde versucht, sie als Inoffizielle Mitarbeiterin anzuwerben. Während des Kriegsrechts in Polen nach 1981 konnte sie nur noch eingeschränkt nach Polen reisen; trotzdem setzte sie ihre Arbeit dort fort. Dabei transportierte sie Materialien und Informationen zwischen polnischen und deutschen Oppositionsgruppen.

## Auszeichnungen
Sie wurde vielfach durch polnische und deutsche Institutionen ausgezeichnet. Unter anderem erhielt sie 1979 den Jahrespreis des polnischen P.E.N.-Clubs, 1984 und 2004 den Preis des polnischen Autoren- und Komponistenverbandes ZAiKS, 1994 den Literaturförderpreis des Landes Brandenburg, 1997 die Verdienstmedaille des Verdienstordens der Bundesrepublik Deutschland, 1998 das Offizierskreuz der Republik Polen, 2004 und 2007 den Sonderpreis des polnischen Kulturministers und 2010 die Dankbarkeitsmedaille des Europäischen Zentrums der Solidarność.

## Übersetzungen (Auswahl)
Karin Wolff übersetzte mehr als 200 Titel aus dem Polnischen ins Deutsche.
- Ludwik Jerzy Kern, Mein Elefant heißt Dominik (polnisch Proszę słonia, 1972)
- Maria Kownacka, Die Abenteuer eines Knetemännleins (polnisch Plastusiowy pamiętnik, 1972)
- Krystyna Wituska, Zeit, die mir noch bleibt. Briefe aus dem Gefängnis (polnisch Na granicy życia i śmierci. Grypsy i listy więzienne, 1973)
- Jerzy Piechowski, Die Anfechtungen des Domherrn Nicolaus (polnisch Gwiazdy z Kraju Północy, 1974)
- Jan Twardowski, Kazimierz Przerwy-Tetmajer, Wojciech Żukrowski, Jarosław Iwaszkiewicz und andere, Du kommst mit meinem Nächsten... Erzählungen aus Polen (1975)
- Wojciech Bak, Roman Brandstaetter, Piotr Choynowski, Maria Dąbrowska, Jan Dobraczyński, Adolf Fierla, Kornel Filipowicz, Zofia Kossak, Gustaw Morcinek, Władysław Orkan, Eliza Orzeszkowa, Jerzy Piechowski, Władysław Stanislaw Reymont, Marek Skwarnicki, Maria Starzynska, Jan Twardowski, Beim ersten Stern der Nacht. Weihnachtliche. Erzählungen aus Polen (1976)
- Jerzy Jan Piechowski, Die dritte Versuchung (polnisch Trzecia pokusa, 1977)
- Maria Kuncewiczowa, Der Olivenhain (polnisch Gaj oliwny, 1978)
- Maria Kuncewiczowa, Ksawereg Pruszyński, Jan Dobraczyński, Anna Kowalski und andere, Mit geschlossenen Augen. Polnische Alltagserzählungen vom gelebten Glauben (1978)
- Andrzej Szczypiorski, Eine Messe für die Stadt Arras (polnisch Msza za miasto Arras, 1979)
- Jan Twardowski, Kazimierz Przerwy-Tetmajer, Stanisław Grochowiak, Tadeusz Borowski, Maria Dąbrowska, Jerzy Krzysztoń und andere, Du kommst mit meinem Nächsten. Erzählungen aus Polen (1975)
- Roman Brandstaetter: Die Bibel auf dem Tisch (polnisch Krąg biblijny, 1975)
- Roman Brandstaetter, Blumen aus dem Garten des heiligen Franz (polnisch Inne kwiatki świętego Franciszka z Asyżu, 1981)
- Julian Stryjkowski, Asrils Traum (polnisch Sen Azrila, 1981)
- Jan Twardowski, Geheimnis des Lächelns (1981)
- Roman Brandstaetter: Assisi war ein neuer Anfang. Von der Freude und dem Leben des heiligen Franz (polnisch Inne kwiatki świętego Franciszka z Asyżu, 1981)
- Roman Brandstaetter, Sehr kurze Geschichten (polnisch Bardzo krótkie opowieści, 1982)
- Monika Krajewska, Zeit der Steine (polnisch Czas kamieni, 1982)
- Roman Brandstaetter, Die Bibel im Gepäck (polnisch Krąg biblijny, 1983)
- Władysław Broniewski, Czesław Miłosz, Władysław Szpilman, Janusz Korczak, Zofia Nałkowska, Antoni Słonimski, Marek Edelman, Anna Kamieńska, Ludwik Hirszfeld, Julian Tuwim und andere, Hiob 1943. Ein Requiem für das Warschauer Getto (polnisch Requiem dla getta warszawskiego, 1983)
- Andrzej Stojowski, Judiths Triumph. Erzählungen nach biblischen Motiven (polnisch Tryumf Judyty, 1984)
- Roman Brandstaetter, Der Prophet, der Fisch und die Stadt (polnisch Prorok Jonasz, 1984)
- Anna Kamieńska, Eine Handschrift gefunden im Schlaf. Gedichte (polnisch Rękopis znaleziony we śnie. Wiersze, 1985)
- Abisch Kekilbajew, Nodar Zuleiskiri, Maria Dąbrowska, Jaroslaw Iwaszkiewicz, Leszek Prorok, Karel Čapek, Jaromír Tomeček, Bulcsu Bertha, Iván Mándy, Lajos Mózes, Slawtscho Donkow, Emilijan Stanew, Marin Preda, Mihail Sadoveanu, Danilo Lokar, Jara Ribnikar, Dhimitër Shuteriqi, Miguel Barnet, Böjijn Baast, Hồ Chí Minh, Ri Kijong, Zhang Zhilu, ausgewählt und übersetzt von Barbara Antkowiak, Georgina Baum, Renate Bauwe, Henryk Bereska, Heidi Brang, Oda Buchholz, Roswitha Matwim-Buschmann, Egon Hartmann, Hing Kuo Zee, Karl-Heinz Jähn, Jutta Janke, Gisela Kraft, Christina Links, Helga Pflicht, Veronika Riedel, Hans Skirecki, Helga Thiele, Karin Wolff, Ria Wurche, Barbare Zulkarnain, Der Tanz der Fledermäuse: Tiergeschichten (polnisch Szczęśliwa istota; Biłek; Pies wilkiem patrzący, 1985)
- Jan Dobraczyński: Vor den Toren Leipzigs. Leben und Tod des Józef Poniatowski (polnisch Bramy Lipska, 1985)
- Jerzy Jan Piechowski: Schwarze Kerzen auf dem Wawel (polnisch Dym czarnych świec, 1985)
- Jerzy Ficowski, Ein Zweig vom Sonnenbaum. Märchen polnischer Zigeuner. Erste Sammlung (polnisch Gałązka z Drzewa Słońca, 1985)
- Jerzy Ficowski, Aus der Asche gelesen. Gedichte (polnisch Odczytanie popiołów. Wiersze, 1986)
- Stanisław Benski, Natan Glycynders Lachen (polnisch Ta najważniejsza cząsteczka, 1986)
- Stanisław Benski, Spinoza und die Tulpen (1987)
- Roman Brandstaetter, Marienhymnen (polnisch Hymny Maryjne, 1988)
- Julian Stryjkowski, Tommaso del Cavaliere (1988)
- Roman Brandstaetter, Die Eichen des Patriarchen (polnisch Dęby patriarchy Izaaka; Walka Jakuba z Bogiem, 1989)
- Stanisław Benski, Die Geretteten (polnisch Ocaleni, 1989)
- Władysław Kluz, Gut wie das Brot: Bruder Albert Adam Chmielowski (1989)
- Janina Hertz, Zeugen (1990)
- Leszek Prorok, Aufzeichnungen eines Hundebruders (polnisch Zapiski Psubrata)
- Bronisława Wajs, Papuscha. Gedichte (polnisch Papusza. Wiersze, 1992)
- Jerzy Ficowski, Wieviel Trauer und Wege. Zigeuner in Polen. Studien zur Tsiganologie und Folkloristik, Band 7 (polnisch Cyganie w Polsce, 1992)
- Arnold Mostowicz, Der blinde Maks oder Passierschein durch den Styx
- Piotr Choynowski, Eliza Orzeszkowa, Włdyław Stanisław Reymont, Maria Dąbrowska, Gustaw Morcinek, Adolf Fierla, Zofia Kossak: Polnische Weihnachtserzählungen. Taschenbuchausgabe mit einer Auswahl aus der Originalausgabe Beim ersten Stern der Nacht. Weihnachtliche Erzählungen aus Polen. In: GTB Gütersloher Taschenbücher. 1. Auflage. Nr. 1555. Gütersloher Verlagshaus, Gütersloh 1993, ISBN 3-579-01555-9.
- Kindermärchen der Sinti und Roma. Aufgezeichnet und erzählt von Jerzy Ficowski, mit Gestaltungs- und Spielanregungen von Ulrike Fey-Dorn. Taschenbuchausgabe mit einer Auswahl aus der Originalausgabe Ein Zweig vom Sonnenbaum. Märchen polnischer Zigeuner. In: GTB Gütersloher Taschenbücher. 1. Auflage. Nr. 872. Gütersloher Verlagshaus, Gütersloh 1994, ISBN 3-579-00872-2 (polnisch: Gałązka z drzewa słońca.).
- Edward Dębicki: Unter freien Himmel (polnisch Pod gołym niebem. Wiersze)
- Julian Stryjkowski, Asrils Traum; An den Weiden... unsere Harfen (polnisch Sen Azrilla; Na wierzbach... nasze skrzypce)
- Polen zwischen Ost und West
- Jerzy Ficowski: Die Schwester der Vögel (polnisch Siostra ptaków – bajki Cyganów polskich)
- Polnischer Realismus
- Schwarze Jahre. Zeugen des Holocaust erinnern sich
- Janusz Korczak, Ein Turm aus Sehnsucht. Hoheslied für Gott und den Menschen (Anthologie)
- Albin Tobiasz Kac, Ort meiner jungen Jahre: Ein Israeli erinnert sich (polnisch Nowy Sącz: miasto mojej młodości)
- Maria Nurowska, Der russische Geliebte (polnisch Rosyjski kochanek)
- Roman Kaszczyc, Aus Waldesdickicht Geisterbrut. Legenden und Märchen aus Barlinek und Umgeburg (polnisch Duchy z puszczy rodem. Legendy i baśnie z Barlinka i okolic)
- Władysław Szpilman, Das wunderbare Überleben: Warschauer Erinnerungen 1939 bis 1945 (polnisch Cudowne ocalenie)
- Janusz Korczak: In der Erinnerung von Zeitzeugen: Mitarbeiter, Kinder und Freunde berichten
- Kazimierz Furman: Selbstporträt aus zweiter Hand (polnisch Autoportret z drugiej ręki. Wiersze, pol.-niem.)
- Marek Bieńczyk, Terminal
- Jerzy Ficowski: Warten auf den Schlaf des Hundes (polnisch Czekanie na sen psa)
- Hanna Kowalewska: Polnische Sonate (polnisch Tego lata, w Zawrociu)
- Landschaften und Luftinseln
- Antoni Libera: Madame (polnisch Madame)
- Helena Mniszeka, Folge dem Ruf des Herzens (polnisch Trędowata)
- Tomasz Czapiewski, Die Jakobsleiter (polnisch Drabina Jakubowa. Wiersze)
- Karol Gierliński, Rauch in der Ferne (polnisch Odległy dym. Wiersze, wyd. bibliofil.)
- Jerzy Ficowski, Aus der Asche gelesen (polnisch Odczytanie popiołów, pol.-niem.)
- Władysław Szpilman, Der Pianist: mein wunderbares Überleben (polnisch Pianista)
- Karolina Lanckorońska, Mut ist angeboren (polnisch Wspomnienia wojenne)
- Henryk Sienkiewicz, Wirren (polnisch Wiry, 2005)
- Joanna Olczak-Ronikier, Im Garten der Erinnerung (polnisch W ogrodzie pamięci)
- Gabriela Zapolska, Sommerliebe (polnisch Sezonowa miłość, 2008), Manesse 2008, ISBN 978-3-7175-2153-2
- Bronisława Wajs, Papuszas gesprochene Lieder (2011)

Nicht erschienen:
- Jerzy Ficowski: Dämonen einer fremden Furcht (polnisch Demony cudzego strachu)
- Stanisław Benski, Chana und der Engel (polnisch Chana i Anioł)
- Anna Kamieńska, Kinderbibel (polnisch Biblia dla dzieci)
- Roman Brandstaetter, Autobiographie (Zufälle meines Lebens) (polnisch Autobiografia (Przypadki mego życia))